# Raorchestes primarrumpfi
Espèce
Raorchestes primarrumpfi est une espèce d'amphibiens de la famille des Rhacophoridae.

## Répartition
Cette espèce est endémique du Tamil Nadu en Inde. Elle se rencontre à hautes altitudes dans les monts Nîlgîri dans les Ghats occidentaux.

## Publication originale
- Vijaykumar, Dinesh, Prabhu & Shanker, 2014 : Lineage delimitation and description of nine new species of bush frogs (Anura: Raorchestes, Rhacophoridae) from the Western Ghats Escarpment. Zootaxa, no 3893 (4), p. 451–488.